# Zărand
Zărand é uma comuna romena localizada no distrito de Arad, na região histórica da Transilvânia. A comuna possui uma área de 72.55 km² e sua população era de 2718 habitantes segundo o censo de 2007.